# Heino Marrandi
Heino Marrandi (ros. Хейно Рейнович Марранди, ur. 2 maja 1911 we wsi Mustla k. miasta Weißenstein (obecnie w prowincji Järvamaa k. Paide), zm. 29 sierpnia 1989) – radziecki i estoński działacz gospodarki rolnej, przewodniczący kołchozu, Bohater Pracy Socjalistycznej (1958).

## Życiorys
Był synem kowala. Uczył się w szkołach w Mustli i Purdi, skończył 6 klas. Pracował jako pastuch, później na roli i w leśnictwie, w 1937 zaczął prowadzić gospodarstwo rolne we wsi Retla. W 1940 Estonia została anektowana przez ZSRR; w 1944 Marrandi został powołany do Armii Czerwonej, brał udział w wojnie z Niemcami na jej ostatnim etapie. Walczył w składzie 8 Estońskiego Korpusu Piechoty podczas walk w Kurlandii. Po demobilizacji wrócił w rodzinne strony do pracy na roli, w 1949 był jednym z założycieli kołchozu Retla i został jego przewodniczącym. W 1951 kołchoz ten został połączony z pobliskim kołchozem Estonia, a przewodniczącym zjednoczonego gospodarstwa został Morrandi i pozostał na tym stanowisku przez kilkadziesiąt lat. W 1953 został członkiem KPZR. Dzięki jego zdolnościom organizacyjnym kierowany przez niego kołchoz stał się jednym z najwydajniejszych w Estońskiej SRR. W latach 80. przeszedł na emeryturę. Był deputowanym do Rady Najwyższej ZSRR 4 i 5 kadencji oraz deputowanym rejonowych rad w Paide i Türi, pełnił też funkcję zastępcy przewodniczącego Rady Kołchozów Estońskiej SRR i wziął udział w III Wszechzwiązkowym Zjeździe Kołchoźników w 1970. Został pochowany w Türi.

## Odznaczenia
- Medal Sierp i Młot Bohatera Pracy Socjalistycznej (1 marca 1958)
- Order Lenina (dwukrotnie, 1 marca 1958 i 12 grudnia 1979)
- Order Rewolucji Październikowej (8 kwietnia 1971)
- Order Wojny Ojczyźnianej II klasy (11 marca 1985)
- Order Czerwonego Sztandaru Pracy (1 października 1965)
- Medal „Za pracowniczą wybitność” (20 lipca 1950)
- Złoty Medal Wystawy Osiągnięć Gospodarki Narodowej (dwukrotnie)

I inne.